# クリスティン・ア・ダンマーク (ノルウェー王妃)
クリスティン・クヌーツダッタ・ア・ダンマーク（デンマーク語：Kristin Knutsdatter af Danmark, 1118年ごろ - 1139年）は、デンマーク王女でノルウェー王マグヌス4世の妃。

## 生涯
クリスティンはクヌーズ・レーヴァート（デンマーク王エーリク1世の息子）とインゲボルガ・ムスチスラヴナの娘である。クリスティンとマグヌス4世の結婚は、クリスティンの母方の叔母でマグヌス4世のかつての継母にあたり、このときクリスティンの父方の叔父エーリク2世の妃となっていたマリムフリダ・ムスチスラヴナにより決められた。クリスティンは1131年に婚約し、1132年もしくは1133年に結婚した。
マグヌス4世は、デンマーク王ニルスとの戦いにおいてクリスティンの父クヌーズと叔父エーリク2世を支持した。1133年、叔父エーリク2世と妃マリムフリダはマグヌスの保護を求めデンマークからノルウェーに逃亡した。しかし、クリスティンは夫マグヌス4世が叔父夫妻を裏切る計画を立てていることを知り2人に警告し、エーリク2世と妃マリムフリダはマグヌス4世と対立していたノルウェー王ハーラル4世と同盟を結んだ。その後、マグヌス4世はクリスティンと離婚した。